# Tousmouline
Tousmouline (em árabe: توسمولين) é um município localizado na província de El Bayadh, Argélia. Segundo o censo de 2008, a população total da cidade era de 3 155 habitantes.